# Fire-Hearted
Fire-Hearted è il terzo album da solista del chitarrista dei Sonata Arctica, Elias Viljanen, pubblicato nel giugno del 2009 dall'etichetta discografica Spinefarm.
L'album contiene due canzoni cantate da Marco Hietala (Nightwish, Tarot, Northern Kings) e da Tony Kakko (Sonata Arctica, Northern Kings).
I contributi strumentali sono di Jari Kainulainen (Evergrey, Ex-Stratovarius) al basso, Henrik Klingenberg (Sonata Arctica) alle tastiere e Mikko Sirén (Apocalyptica) alla batteria.

## Tracce
1. "Fire-Hearted" - 04:18
2. "Last Breath of Love"(Elias Viljanen, Marco Hietala) - 03:41
  - cantata da Marco Hietala
3. "Cruel Groove" - 2:52
4. "Kiss of Rain" (Elias Viljanen, Tony Kakko) - 3:53
  - cantata da Tony Kakko
5. "Head up High" - 2:58
6. "Up to Speed" - 2:29
7. "Supernatural" - 4:13
8. "One Tonight" - 3:53
9. "The Triumph" - 3:37
10. "My Guiding Light" - 3:00
11. "Showstopper" - 3:51
12. "Beautiful Piece" (Elias Viljanen, Jaan Wessman) - 4:04
  - con Jaan Wessman al basso

Tutte canzoni scritte da Elias Viljanen tranne dove scritto.

## Formazione
- Elias Viljanen - chitarre
- Henrik Klingenberg - tastiere
- Jari Kainulainen - basso
- Tomi Ylönen - batteria

### Ospiti
- Marco Hietala (Nightwish) - voce in "Last Breath of Love"
- Tony Kakko (Sonata Arctica) - voce in "Kiss of Rain"
- Jaan Wessman - basso in "Beautiful Piece"
- Mikko Sirén (Apocalyptica) - batteria in "Supernatural", "Beautiful Piece", "Last Breath of Love", "Kiss of Rain", "Fire-Hearted" e "One Tonight"

## Fonti
- headbanger.ru,  http://headbanger.ru/news/3784?lng=en.
- spinefarm.fi,  https://web.archive.org/web/20110527005210/http://www.spinefarm.fi/showband.php?id=193. URL consultato il 4 agosto 2009 (archiviato dall'url originale il 27 maggio 2011).